# Elegua

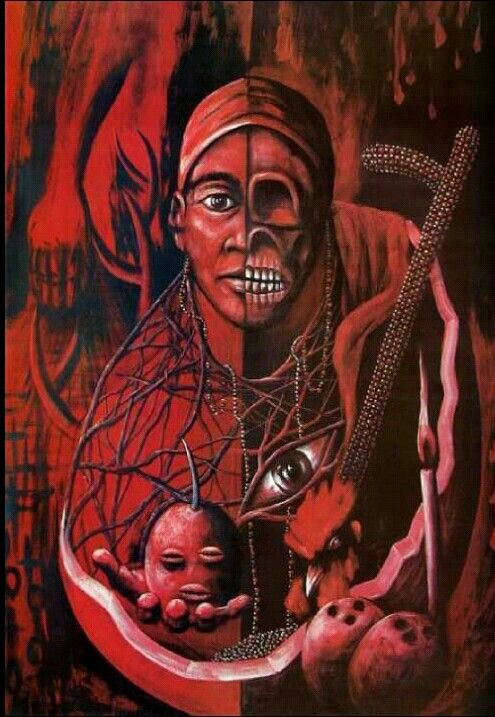
Una representació d'Ellegua

Elegua (ioruba: Èṣù-Ẹlẹ́gbára, també escrit Eleggua; conegut com Eleguá a Llatinoamèrica i les illes del Carib castellanoparlants) és un Orisha, una deïtat dels camins a les religions de Santería, Umbanda, Quimbanda i Candomblé. Està sincretitzat amb Sant Miquel, Sant Antoni de Pàdua o Sant Infant d'Atocha.

## A l'Àfrica
Elegua es coneix com Èṣù-Ẹlẹ́gbára a la religió ioruba i està estretament associada amb Eshu. Ẹlẹ́gbára significa "el mestre de la força" en llengua ioruba.

## Santeria
Eleguá és conegut a la República Dominicana, Haití, Colòmbia, Cuba i Puerto Rico com l'orisha i "propietari" dels caminos, o carreteres i camins. Totes les cerimònies i rituals de Santeria han de comptar prèviament amb l'aprovació d'Eleguá abans de progressar. És el missatger d'Olofi. Dins de la " Regla de Ocha " [Cuba], es diferencia lleugerament d'Echu, que en aquest cas és vist com el seu germà, per tenir característiques menys perilloses i menys agressives. Eleguá es mou en silenci; en canvi, Echu "trenca". Manifestations d'Eleguá inclouen Akefun, Aleshujade, Arabobo, Awanjonu, Lalafán, Obasín, Oparicocha i Osokere.
Hi ha un patakí (història) a Santería en què Olodumare dona a Eleguá les claus del passat, del present i del futur; per aquest motiu, sovint es representa a Eleguá sostenint un joc de claus. Una figura d'Eleguà es pot col·locar a la casa darrere de la porta d'entrada.

## Al Brasil
En la religió afrobrasilera Elegbara és un dels títols d'Exú.